# Haplosclerina
Гаплосклерини (Haplosclerina) — підряд губок класу звичайні губки (Demospongiae).

## Загальна інформація
Haplosclerida характеризується володінням анізотропного скелета, в якому первинні висхідні ділянки спікули або волокна легко впізнати. У цьому відношенні вони відрізняються від підряду Petrosina, який має скелет ізотропної основи. Спікули, гладкою оксів, або стронгілятів, в одну категорію розміру (Petrosina часто мають диференційовані категорії розміру). Haplosclerina відрізняються від прісноводних губок, які хоч і мають деякі подібності, але об'єднані у підряд Spongillina Manconi & Pronzato. Гаплосклерини також вирізняються відсутністю спеціальних мікросклер захисту геммули. Окрім того, спікули Spongillina часто колючі. Всі три родини вирізняються основою скелета.

## Класифікація
Підряд має 3 родини:
- Підряд Haplosclerina Topsent, 1928
  - Родина Callyspongiidae de Laubenfels, 1936
  - Родина Chalinidae Gray, 1867
  - Родина Niphatidae Van Soest, 1980

Колишні таксони:
- Родина Adociidae пийнята як Chalinidae
- Родина Cavochalinidae пийнята як Callyspongiidae
- Родина Gelliadae пийнята як Chalinidae
- Родина Gelliidae пийнята як Chalinidae
- Підродина Gelliinae пийнята як Chalinidae
- Родина Haliclonidae пийнята як Chalinidae
- Родина Renieridae пийнята як Chalinidae
- Підродина Renierinae пийнята як Chalinidae
- Родина Tubulodigitidae пийнята як Callyspongiidae